# Pomnik Jana Kiepury w Sosnowcu
Pomnik Jana Kiepury w Sosnowcu – pomnik odsłonięty 15 maja 2002 r., w przeddzień setnej rocznicy urodzin Jana Kiepury na placu Stulecia w Sosnowcu.
Blisko trzymetrowy (290 cm) odlew z brązu jest umieszczony na granitowym cokole o wysokości 1,4 m. Pomnik przedstawia Jana Kiepurę w jego najbardziej znanej pozie – artysta w rozwianym płaszczu i kapeluszu śpiewa z ręką wzniesioną w górę.
Autorami projektu są warszawscy artyści – Tadeusz Markiewicz i Gabriel Karwowski. Ich projekt zwyciężył w konkursie, jury przewodniczył Bogusław Kaczyński.

## Historia
Decyzją Prezydenta Miasta Sosnowca z 14 grudnia 1993 r. przy Klubie im. Jana Kiepury powołany został Społeczny Komitet Budowy Pomnika Jana Kiepury. Zajmował się on wyborem miejsca pod przyszły pomnik, gromadzeniem funduszy oraz organizacją konkursu na projekt pomnika. W wyniku konkursu, na który wpłynęło 38 prac, do realizacji przeznaczono projekt warszawskich artystów Tadeusza Markiewicza i Andrzeja Karwowskiego.
Przewodniczący konkursowego jury – Bogusław Kaczyński tak uzasadniał wybór: „Rzeźba jest niezwykle dynamiczna, pokazuje artystę śpiewającego w płaszczu i kapeluszu z charakterystycznym gestem jednej ręki uniesionej ku publiczności, drugiej-przyciśniętej do serca. Tak właśnie wygląda człowiek śpiewający, tu nie ma żadnej sztuczności”.
Sytuacja gospodarcza zmusiła komitet budowy pomnika do wstrzymania prac na kilka lat. Przełomowe stało się ogłoszenie przez Sejm RP roku 2002 Rokiem Jana Kiepury, wskutek czego komitet wznowił prace i podjął decyzję o finalizacji projektu. Po wykonaniu w wyniku przetargu gipsowej makiety w skali 1:1 dalsze prace zlecono Gliwickim Zakładom Urządzeń Technicznych. Ostateczny odlew wykonany z brązu ma 290 cm wysokości i waży ponad 900 kg. Pomnik składa się z dziewięciu zespawanych części. Każdą z nich przygotowano w osobnych formach.

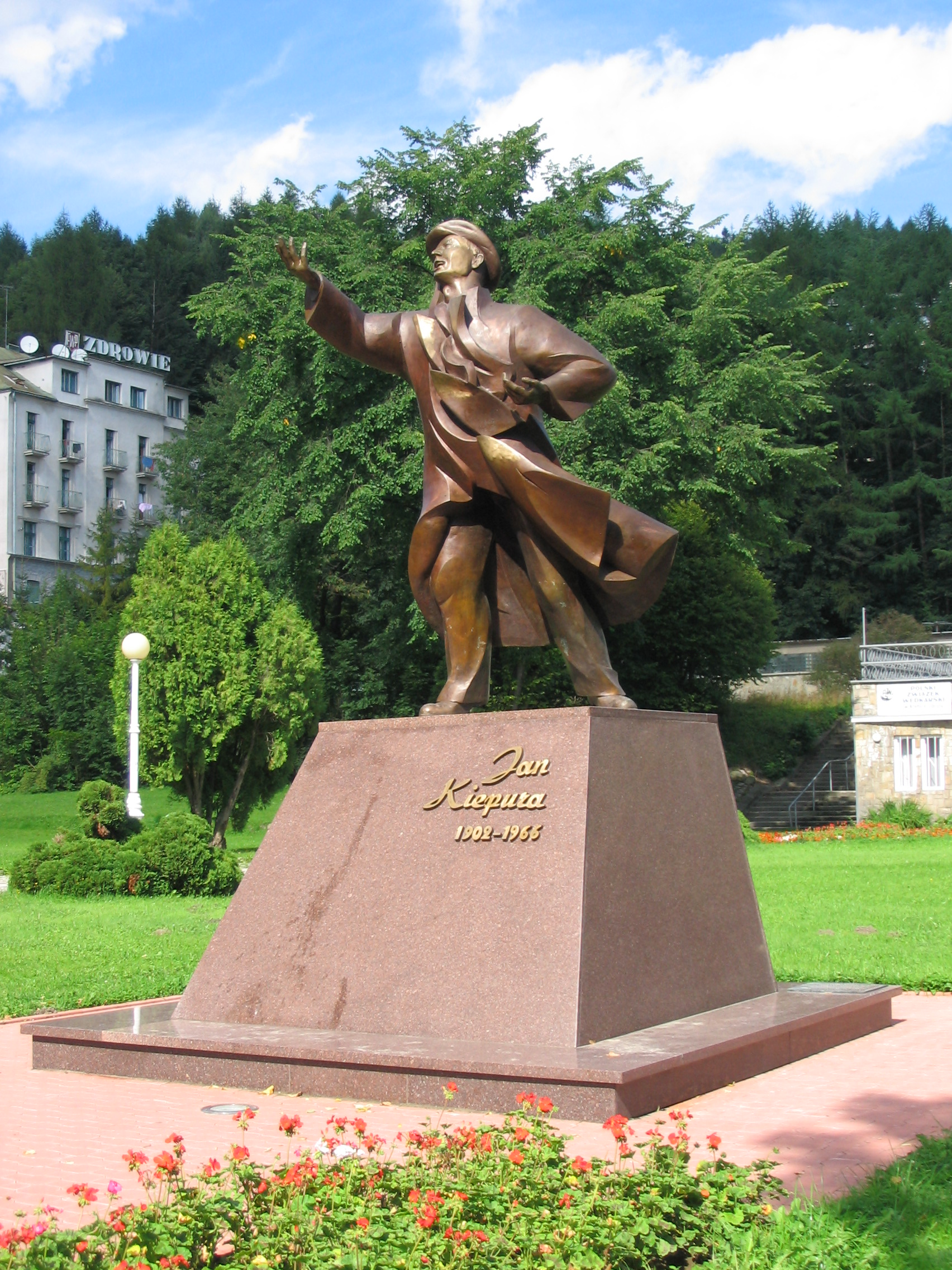
Pomnik Jana Kiepury w Krynicy-Zdroju

17 lipca 2004 r. w pobliżu kina „Jaworzyna” w Krynicy-Zdroju została odsłonięta kopia sosnowieckiego Pomnika Jana Kiepury.